# Nagy Pál (honvéd tábornok)
Nagy Pál (Sajósenye, 1864. szeptember 18. – Budapest, 1927. február 10.) magyar honvédtiszt, a Monarchia haderejében altábornagy, az első világháborúban hadosztály- majd dandárparancsnok. 1921-től m. kir. gyalogsági tábornok, 1922–25 között a Magyar Királyi Honvédség főparancsnoka. (Német nyelvű dokumentumokban Paul Edler von Nagy néven említik).

## Élete

### Ifjúkora
1864. szeptember 18-án született Sajósenyén nemes Nagy Péter sajósenyei földbirtokos és nemes naményi Naményi Karolina fiaként.1864. szeptember 22-én református szertartás szerint keresztelték meg Sajóvámoson, keresztszülei nemes oroszlánosi Törös József sajósenyei közbirtokos és annak felesége, Skrabai Petronella volt.
A pozsonyi hadapródiskola elvégzése után a győri 11. vadászzászlóaljhoz osztották be. 1890–9191-ben Budapesten elvégezte a felsőbb tiszti tanfolyamot, ezt követően 1891–93-ban a bécsi vezérkari akadémiát (Kriegsschule). 1895-ben századosi rendfokozatban a budapesti Ludovika Akadémia tanára lett. 1907–11 között a Magyar Kir. Honvédelmi Minisztérium osztályvezetőjeként (Sektionschef) dolgozott, közben 1910-ben vezérkari ezredessé léptették elő.

### Az első világháborúban
A világháború kezdetén Nagy Pál ezredes a pozsonyi 72. honvéd gyalogezred parancsnoka volt, amely az Adrian Wieber tábornok parancsnoksága alatt álló 37. honvéd gyaloghadosztály része volt. A hadosztály a Paul von Puhallo báró táborszernagy által vezetett V. hadtest harcrendjébe volt besorolva. 1914 novemberében vezérőrnaggyá léptették elő, és kinevezték a 38. honvéd gyaloghadosztály parancsnokává, Johann Karg von Bebenburg báró altábornagy helyére. Egy hónapig sem maradhatott e tisztségében, helyére már december elején Szurmay Sándor altábornagyot nevezték ki.
1915 januárjában Nagy Pál vezérőrnagyot a 20. honvéd gyaloghadosztály élére nevezték ki, Johann Nikic altábornagy helyére, akit már 1914 decemberében elmozdítottak. E tisztségében 1915 júliusáig működött, ekkor helyére Somorjai Lukachich Géza báró vezérőrnagyot nevezték ki hadosztályparancsnoknak, aki augusztusban foglalta el beosztását.
1915 januárjától a 20. honvéd hadosztály parancsnokaként a galíciai fronton harcolt, Boroević gyalogsági tábornok 3. hadseregének hadrendjében, József Ágost főherceg lovassági tábornok temesvári VII. hadtestével együtt. 1915 májusában részt vett a központi hatalmak dunajeci offenzíváját megelőző kárpáti harcokban, a 39. honvéd gyalogdandárral (Stadler ezredes), a 81. honvéd gyalogdandárral (Perneczky Jenő vezérőrnagy) és a 20. honvéd tábori tüzérdandárral (Pohl Albert ezredes) együtt.
Miután a 20. hadosztály parancsnokságát 1915 júliusában átadta Lukachich vezérőrnagynak, Nagy Pál vezérőrnagyot szeptemberben kinevezték a 40. honvéd hadosztály élére. Ezt a hadosztályt irányította négy éven át, súlyos harcokban, egészen a háború végéig, 1918 novemberéig. 
1915. december közepén már a 40. honvéd gyaloghadosztály parancsnokaként Bukovinában, Czernowitz (ma: Csernyivci, Ukrajna) körzetében harcolt, Pflanzer-Baltin lovassági tábornok 7. hadseregében, a 38. honvéd gyaloghadosztállyal (Werz vezérőrnagy), a 24. gyaloghadosztállyal (Urbarz vezérőrnagy), a 2. lovashadosztállyal (von Abele vezérőrnagy) és az osztrák Landwehr 21. lövészhadosztályával (Podhajsky vezérőrnagy) együtt.
1916 nyarán a 40. honvéd hadosztállyal a 7. hadsereg hadrendjében a podóliai fronton harcolt az oroszok ellen. Hadosztálya a XI. hadtest alárendeltségében állt, amelynek parancsnoka júniusban még Korda lovassági tábornok volt, a Bruszilov-offenzíva után (júliustól) Habermann altábornagy lett. Augusztusban Pflanzer-Baltin vezérezredes 7. hadseregét a Károly hadseregcsoport alá rendelték, amelynek parancsnokságát névlegesen Károly Ferenc József főhercegre, a későbbi uralkodóra ruházták.
A 7. hadsereg parancsnokságát 1916. október 15-én Kövess Hermann vezérezredes vette át. 1917 júliusában Nagy Pál a 40. honvéd hadosztállyal az ő alárendeltségében sikeresen harcolt a Kerenszkij-offenzíva ellen a podóliai fronton, a német IV. tartalék-hadtesttel (Karpathenkorps) együtt, amelyet Richard von Conta gyalogsági tábornok vezetett. Nagy Pált 1917. augusztus 17-ei hatállyal altábornaggyá (Feldmarschalleutnant) léptették elő, és kinevezték a 73. honvéd gyalogdandár (73.HIBrig) parancsnokává. 
1918. augusztus 17-én megkapta a Katonai Mária Terézia-rend (MMThO) lovagkeresztjét, az 1914 augusztusában az orosz fronton, Bychawánál (ma: Lublini vajdaság, Lengyelország) aratott győzelmének elismeréseképpen. 1918 novemberében szolgálaton kívüli állományba helyezték.

### AMonarchiaszéthullása után
Károlyi Mihály miniszterelnök köztársasági kormánya nem tartott igényt szolgálataira. A Tanácsköztársaság bukása és Horthy Miklós hatalomra jutása után azonban Nagy Pál altábornagyot már 1919-ben reaktiválták, és a miskolci katonai körzet parancsnokává nevezték ki. 1921-ben gyalogsági tábornokká léptették elő, és kinevezték a budapesti katonai körzet parancsnokává. Ugyanebben az évben felvették a Vitézi Rendbe. A Vitézi Szék hamarosan megválasztotta őt a Rend helyettes főkapitányává. Még ebben az évben nyugállományba vonult.
1921 októberében, a második királypuccs hírére azonban, Horthy megbízható parancsnokaként, ismét visszatért a tényleges katonai szolgálatba. Az október 23-ai budaörsi csatában ő irányította a Horthyhoz hű kormánycsapatokat a visszatérni próbáló IV. Károly királyt kísérő legitimista csapatok elleni harcban. A Lehár Antal vezérőrnagy által vezetett királyhű erőket visszaverték, Károly király Budapestre jutását  meghiúsították, a királyt az angol katonai hatóságok kezére adták, akik Madeira szigetére deportálták őt. Lojalitása jutalmául Horthy kormányzó 1922-ben Nagy Pál gyalogsági tábornokot nevezte ki a Magyar Királyi Honvédség főparancsnokává. 1925-ben vonult végleg nyugdíjba. Több harcászati szakmunkát írt.
1927. február 10-én hunyt el Budapesten. A Kerepesi temetőben helyezték végső nyugalomra, sírja ma is megtalálható itt (39. parcella, 1/131. sz. sírhely).